# Kristian Capalik
Kristian Capalik (* 3. Oktober 1978 in Sarajevo, SR Bosnien und Herzegowina als Kristijan Čapalik) ist ein ehemaliger bosnisch-US-amerikanischer Tennisspieler und heutiger Schauspieler.

## Persönliches
Kristijan Capalik wurde in Sarajevo, der Hauptstadt der bosnischen Teilrepublik Jugoslawien, geboren. Sein bosnisch-kroatischer Vater und seine bosnisch-serbische Mutter besaßen Casinos, die während des 1992 beginnenden Bosnienkriegs zerstört wurden. Im April 1992 floh die Familie zunächst in die Niederlande, wo Capaliks Großmutter lebte. Später im Jahr wanderten Kristijan und sein Bruder Alen, der ebenfalls Tennis spielte, in die USA aus. Dort wurde Capalik an der Palmer Tennis Academy in Tampa aufgenommen.

## Tenniskarriere
Capalik, der in den USA seinen Vornamen in Kristian änderte, spielte von 1994 bis 1996 auf der ITF Junior Tour. Er nahm an drei Grand-Slam-Turnieren teil, wobei sein bestes Einzelresultat das Erreichen der zweiten Runde bei den US Open 1996 war. Beim Orange Bowl erreichte er 1996 mit Miha Gregorc das Doppelfinale. Seine höchste Platzierung in der Junioren-Rangliste war Rang 22.
Seinen Einstieg in den Profitennis machte Capalik 1997. Durch zwei Finalteilnahmen bei Satellite-Turnieren gelang ihm der Sprung in die Top 500 der Weltrangliste. 1998 erreichte er neben seinem dritten Satellite-Endspiel auch das Viertelfinale beim Challenger-Turnier in San Luis Potosí. 1999 fiel er in der Rangliste zunächst zurück, bevor er 2000 seinen einzigen Satellite-Titel gewann. Auch auf der Nachfolgerserie, der Future Tour, stand er 2000 in einem Endspiel. Auf der ATP Tour qualifizierte sich Capalik erstmals beim Legg Mason Tennis Classic 2000 für ein Hauptfeld. Dort gewann er gegen Michael Craig Russell, bevor er gegen Karol Kučera ausschied. Das Jahr beendete er auf Rang 317 der Weltrangliste.
2001 qualifizierte sich Capalik in ’s-Hertogenbosch erneut für ein ATP-Hauptfeld, schied jedoch gegen Guillermo Cañas aus. Sein größter Erfolg war der Einzug ins Viertelfinale der Hall of Fame Tennis Championships in Newport, wo er, die Qualifikation mitgezählt, fünf Matches in Folge gewann, bevor er gegen James Blake ausschied. Im August 2001 wechselte Capalik zum US-amerikanischen Tennisverband und trat fortan für die USA an. Auf der Challenger Tour erreichte er noch zweimal das Viertelfinale, zuletzt 2002 in Manchester, dem letzten Turnier seiner Karriere. Im Doppel schaffte er es fünfmal ins Halbfinale eines Challenger-Turniers und gewann zwei Titel auf der Future Tour. Seine höchsten Weltranglistenpositionen erreichte er 2002 mit Rang 272 im Einzel und Platz 324 im Doppel.
Für die bosnisch-herzegowinische Davis-Cup-Mannschaft spielte Capalik 1998 in fünf Begegnungen, wobei er eine positive Bilanz von 5:3 erzielte.

## Schauspielkarriere
Nach seinem Rückzug aus dem Tennissport begann Capalik 2004 eine Karriere als Schauspieler. Er trat in verschiedenen Film- und Serienproduktionen auf. Im Film Break Point von Jay Karas mimte er ein Freddie-Mercury-Double.